# 柏肆之戰
柏肆之戰，是北魏和后燕于魏皇始二年（397年）二月的一场决战。此戰中後燕皇帝慕容寶派出大軍於柏肆截擊北還的魏軍，並乘夜突襲魏軍營壘，幾近獲勝，可是終還是被魏軍擊敗。接著慕容寶指揮失當，致令燕軍撤走時傷亡慘重。北魏亦因此戰擊敗燕軍而奠定取得燕河北土地的戰果。

## 背景
北魏於登國十年（後燕建興十年，395年）於參合陂之戰中大敗時為太子的慕容寶率領的後燕軍，盡殺投降的後燕軍，遂令後燕元氣大傷。翌年四月，後燕成武帝慕容垂在北伐北魏期間發病去世，慕容寶遂即位為帝，然北魏皇帝拓跋珪卻在當年八月親率四十多萬魏軍大舉攻燕，守并州重鎮晉陽的慕容農敗於魏軍，單騎逃回國都中山，燕并州亦落入魏軍手中。其時慕容寶聽信慕容麟「完守以備，待其弊而乘之」之策，放棄據險拒敵，一心死守中山城，魏軍於是大舉入侵燕河北地，地方官員及戍將不是逃跑就歸降北魏，至其年十一月時河北地區就只有信都、鄴城及國都中山為後燕所控制。雖然魏軍接著繼續進攻三城，但慕容寶也試圖作出反擊，在魏軍於皇始二年（燕永康二年，397年）進攻信都時出屯深澤，命慕容麟攻楊城，並將宮中珍寶及宮人拿出來招募士兵，很多盜賊和流氓都應召。
此時，魏別部大人沒根因受拓跋珪猜疑而叛魏歸燕，397年二月，擔任并州監軍的沒根侄兒醜提因叔父投降敵國而擔心被誅殺，於是帶著部眾北還國內打算作亂，拓跋珪聞訊就想北歸以平定醜提，於是派國相涉延向後燕請和。不過，慕容寶知道拓跋珪因有內亂而求和，於是不允許，想藉此機會擊敗魏軍，扭轉形勢。

## 過程
慕容寶拒絕北魏請和後派十二萬步兵及三萬七千騎兵出屯柏肆，在滹沱河北結營邀擊魏軍。二月丁丑日（3月23日），魏軍到達滹沱河南岸結營，慕容寶於是在當晚率軍偷偷渡河襲擊，招募了萬多人的突擊隊進襲軍營，自己就親率大軍在後支援。開始進攻時，突擊隊乘風縱火，對魏軍軍營作出猛烈進攻，魏軍大亂，拓跋珪聞亂驚起，倉皇離營逃走，燕軍不久就到了拓跋珪的營，只得到他的衣服裝備。可是，正當拓跋珪在營外重新集結亂軍時，營中燕軍卻無故夜驚，互相攻打，拓跋珪於是派剛剛恢復軍容的魏軍在營外多舉火炬，並以騎兵衝擊營中燕軍，燕軍於是大敗，退回慕容寶大軍那裏，慕容寶亦回到北岸大營中。
翌日，魏軍重整軍隊，和新敗的燕軍相持，燕軍再無鬥志，慕容寶於是率軍退還中山。魏軍卻派兵跟隨並對撤走的燕軍作出攻擊，慕容寶見燕軍屢敗而恐懼，竟然拋棄大軍，只帶著二萬騎兵急急逃回中山。被拋棄的大軍其時正遇上大風雪，很多人都凍死了，其餘同行朝臣及餘下的士兵亦多被魏軍所俘。慕容寶下令大軍撤退時怕魏軍會追上，又命士兵將大量軍需品及武器都拋棄掉，所以最終所有帶去的物資都沒回來，損失極重。

## 影響
- 柏肆之戰中慕容寶無法擊敗魏軍，反損失慘重，只得退回中山防守，讓魏軍前來攻伐。但慕容寶一直聽信慕容麟所言不肯出戰，再挫城中士氣，加上慕容麟謀作亂[6]，終讓慕容寶於同年逃離中山，返回遼東故地[7]。不久河北全境盡為北魏所有。
- 戰時，北魏賀蘭部中有人聽信流言，乘機反叛，拓跋珪遂特意派庾岳領兵討伐，順利討平。[8]